# Зоря (зупинний пункт)
Зоря́ (до 2017 р. Колгоспна) — пасажирський залізничний зупинний пункт Одеської дирекції Одеської залізниці.
Розташований у селі Барабой Одеського району Одеської області на лінії Одеса-Застава I — Арциз між станціями Аккаржа (8 км) та Барабой (2 км).
Платформа обладнана навісом та кількома лавочками. Каси немає, тому купівля квитків на приміські поїзди тільки у поїзді.
Зупиняються електропоїзди Одеса-Головна — Білгород-Дністровський.